# مقاومة تلامسية
تشير المقاومة التلامسية إلى المساهمة في إجمالي مقاومة أي مادة تخرج من الإطارات والوصلات الكهربائية على النقيض من المقاومة الذاتية، التي تتمتع بخاصية متأصلة ومستقلة في طريقة القياس. قدم ويليام شوكلي (William Shockley) فكرة هبوط الجهد في إلكترود الحقن  لتوضيح الفرق بين النتائج التجريبية ونموذج تقريب القناة التدريجي. وتم
اختيار الاسم «المقاومة التلامسية» بسبب اعتبار واجهة أشباه الموصلات المعدنية بمثابة مساعد رئيسي في هذه الظاهرة. وبجانب ذلك، يتم استخدام المصطلح «مقاومة الواجهة» أو «المقاومة الانتقالية» أو ببساطة «فترة التصحيح». وبناء عليه، استُخدم بعد ذلك المصطلح «المقاومة الطفيلية» كمصطلح عام بدرجة كبيرة، مع أنه ما زال يفترض أن
المقاومة التلامسية لها مساهمة كبيرة.

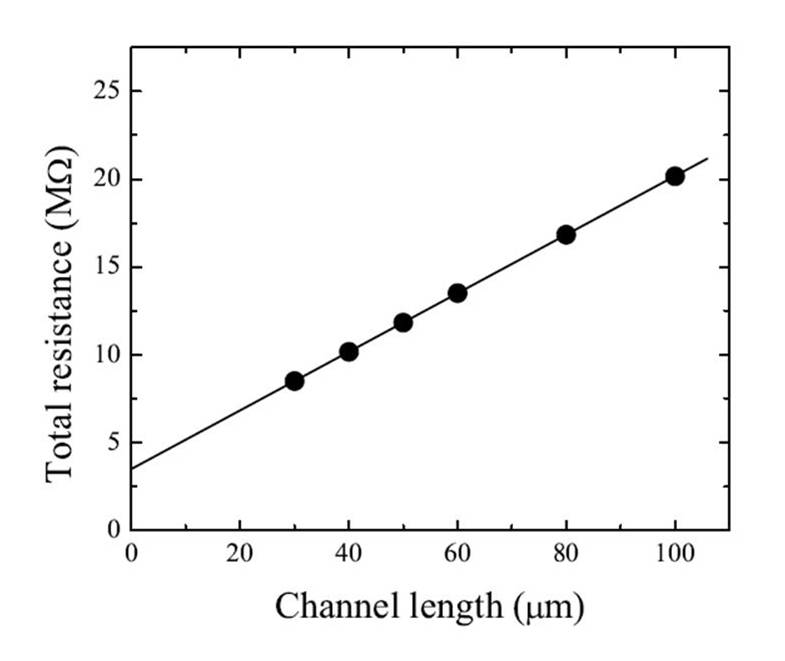
رسم تخطيطي لتقدير المقاومة التلامسية بواسطة طريقة خطوط نقل القوى الكهربائية.

## التوصيف التجريبي
نحن هنا بحاجة للتمييز بين تقييم المقاومة التلامسية في أنظمة القطبين (مثل الصمامات الثنائية) وأنظمة الأقطاب الثلاثة (مثل الترانزيستور).
بالنسبة لأنظمة القطبين، تُعرف مقاومة التلامس الخاصة من الناحية التجريبية على أنها منحدر من منحنى I-V في V=0:
{\displaystyle r_{c}=\left\{{\frac {\partial V}{\partial J}}\right\}_{V=0}}
بما أن J هي شدة التيار = التيار/المنطقة. وعادة ما تكون وحدات المقاومة التلامسية الخاصة بصيغة {\displaystyle \Omega \cdot {\text{cm}}^{2}} بينما {\displaystyle \Omega } ترمز إلى الأوم. عندما يكون التيار دالة خطية للجهد، فيمكن القول إن الجهاز لديه تلامسات أومية.
يمكن تقييم المقاومة التلامسية بطريقة فجة بمقارنة نتائج القياسات الكهربائية الأربعة لقياس الطرفين ببساطة مع مقياس الأوم. في تجربة الطرفين، يسبب قياس التيار هبوطًا في الجهد عبر اختبار الأطراف والتلامسات وبذلك لا يمكن فصل مقاومة هذه العناصر من مقاومة الجهاز الحقيقي التي كانت في السلسلة. في المجسات الأربعة، يُستخدم أحد الطرفين لإدخال قياس التيار، بينما يُستخدم الطرف الثاني، بالتوازي مع الأول، في قياس هبوط الجهد بواسطة الجهاز. في حالة المجسات الأربعة، لا يوجد هبوط في الجهد بواسطة أطراف قياس الجهد وبذلك لا يُدرج هبوط المقاومة التلامسية. يعد الاختلاف بين المقاومة المشتقة من طريقة الطرفين والأطراف الأربعة قياسًا دقيقًا بطريقة معقولة للمقاومة التلامسية على افتراض أن مقاومة الأطراف أصغر بكثير. يمكن الحصول على المقاومة التلامسية المحددة بواسطة الضرب في منطقة الاتصال. ينبغي أيضًا ملاحظة أن المقاومة التلامسية قد تختلف مع درجة الحرارة.
يمكن استخدام طرق الحث والمواسعة من حيث المبدأ لقياس المعاوقة دون تعقيد المقاومة التلامسية. في الممارسة العملية، عادة ما تُستخدم طرق التيار المباشر بشكل أكبر لتحديد المقاومة.
تتطلب أنظمة الأقطاب الثلاثة مثل الترانزيستور طرقًا أكثر تعقيدًا، مثل نموذج خطوط نقل القدرة الكهربائية، لتقريب المقاومة التلامسية. يعد نموذج خطوط نقل القدرة الكهربائية (TLM) النهج الأكثر شيوعًا. هنا يتم رسم إجمالي مقاومة الجهاز {\displaystyle R_{tot}} كإحدى الدوال في طول القناة:
{\displaystyle R_{tot}=R_{c}+R_{ch}=R_{c}+{\frac {L}{WC\mu (V_{gs}-V_{ds})}}}
وفي حين أن {\displaystyle R_{c}} و{\displaystyle R_{ch}} عبارة عن مقاومات تلامسية وملامسات قناة، وعلى وجه الخصوص {\displaystyle L/W}الذي يعد طول أو عرض القناة، {\displaystyle C} هو سعة عازل البوابة (لكل وحدة في المنطقة)، {\displaystyle \mu } هو الحركة الناقلة و {\displaystyle V_{gs}} و{\displaystyle V_{ds}} هو بوابة المصدر والجهد الكهربي لمصدر المنبع. ولذلك، فإن الاستكمال الخارجي الخطي لإجمالي المقاومة لطول القناة الخالي يوفر المقاومة التلامسية. يتعلق انحدار الدالة الخطية المواصلة التبادلية للقناة ويمكن استخدامها لتحرك ناقل «المقاومة الخالية التلامسية» تؤدي التقريبات المستخدمة هنا (هبوط الجهد الخطي بواسطة منطقة القناة والمقاومة التلامسية الثابتة و...) في بعض الأحيان إلى المقاومة التلامسية التابعة للقناة resistance.
بجانب القياس عن بُعد، تم اقتراح قياس المجسات الأربعة في البوابة  وطريقة زمن الطيران (TOF)المعدلة  للطريقة المباشرة القدرة على قياس هبوط الجهد في عمل الاختبارات القطبية مباشرة وهي مجهر قوة مشعر كلفن

وسبب المجال الكهربائي التوليد التوافقي الثاني

## الحد الكمي
عندما يكون للموصل أبعاد مكانية قريبة من {\displaystyle (2*\pi )/k_{F}}, حيث تكون {\displaystyle k_{F}} عبارة عن متجه فرمي الموجي للمادة الموصلة، ولا يقيم قانون الأوم بعد. تسمى هذه الأجهزة الصغيرة تلامسات نقطة الكم. يجب أن تكون الموصلية ذات قيمة متعددة بطريقة صحيحة{\displaystyle 2e^{2}/h}, بينما{\displaystyle e} تكون شحنة كهربائية و{\displaystyle h} عبارة عن ثابت بلانك. تتصرف تلامسات نقطة الكم بطريقة مشابهة لـالدلائل الموجية أكثر منه بالنسبة للأسلاك القديمة في حياتنا اليومية ومن المحتمل أن يكون لاندور (Landauer) هو من وصفها مما أدى إلى تأثر التمسك بشكلها. يعد النفق الملامس للنقطة تقنية مهمة لتشخيص الموصلات الفائقة.

## الأشكال الأخرى للمقاومة التلامسية
تخضع أيضًا أنظمة قياس الناقلية الحرارية للمقاومة التلامسية. وبالمثل، يحدث هبوط الضغط الهيدروليكي (مماثلة لالجهد) الكهربائي في حالة انتقالات تدفق الموائع من قناة إلى أخرى.

## الأهمية
تعد مواضع التلامس السيئة سبب فشل الأداء أو ضعفه في مجموعة واسعة من الأجهزة الكهربائية. على سبيل المثال، يمكن لمشابك كابل المرور إحباط محاولات تنشيط السيارة التي يكون بها بطارية غير قادرة على التشغيل. إن مواضع التلامس المتسخة أو المتآكلة في المصهر أو حامله يمكن أن تعطي انطباعًا خاطئًا بأن المصهر قد انفجر. يمكن للمقاومة التلامسية العالية بما فيه الكفاية التسبب في التسخين بجهاز تيار مرتفع. تعد مواضع التلامس التي لا يمكن التنبؤ بها أو المشوشة سببًا أساسيًا في عطل المعدات الكهربائية.